# Dagmar Scholander
Dagmar Scholander, född 27 juni 1893 i Stuguns församling, död 1 oktober 1952 i Sundsvalls församling, var en svensk kvinnosakskvinna.